# Festival Hoa Đà Lạt 2022
Festival Hoa Đà Lạt 2022 là sự kiện lễ hội diễn ra từ ngày 1 tháng 11 năm 2022 đến ngày 31 tháng 12 năm 2022 tại thành phố Đà Lạt, tỉnh Lâm Đồng. Đây là chương trình Festival Hoa Đà Lạt lần thứ IX được tổ chức với chủ đề "Đà Lạt – Thành phố bốn mùa hoa".

## Nội dung
Chương trình Festival Hoa Đà Lạt được tổ chức nhằm đẩy mạnh và nâng cao giá trị của thương hiệu "Đà Lạt - Thành phố Festival Hoa". Đồng thời, chương trình nhằm quảng bá, thu hút đầu tư, thúc đẩy phát triển kinh tế - xã hội của thành phố Đà Lạt nói riêng và tỉnh Lâm Đồng nói chung.
Theo UBND tỉnh Lâm Đồng, Festival Hoa Đà Lạt lần thứ IX - năm 2022 tiếp tục được khẳng định là lễ hội văn hoá, du lịch quan trọng, là sự kiện để xúc tiến đầu tư, thương mại, du lịch của thành phố Đà Lạt và tỉnh Lâm Đồng.
Chương trình Festival Hoa Đà Lạt lần thứ IX - năm 2022 được tổ chức thành chuỗi các sự kiện đặc sắc xuyên suốt trong năm 2022 góp phần đẩy mạnh kích cầu du lịch và nâng cao chất lượng đời sống văn hóa, tinh thần cho nhân dân địa phương.
UBND tỉnh Lâm Đồng cho hay, chương trình sẽ đẩy mạnh và nâng cao hơn nữa những giá trị của hoa và nghề hoa tại Thành phố Đà Lạt và vùng phụ cận; quảng bá ngành, nghề sản xuất trà và tơ lụa trên địa bàn thành phố Bảo Lộc và một số địa phương của tỉnh. Tạo cơ hội để những tổ chức, cá nhân trồng, sản xuất, kinh doanh rau, hoa, trà và tơ lụa được giao lưu, trao đổi, phát triển ngành nghề trong xu thế hội nhập.